# Sagter Ems
Die Sagter Ems (SEm) oder Sater Ems (Saterfriesisch: Seelter Äi) ist ein Fluss in Niedersachsen im Landkreis Cloppenburg.

## Verlauf
Die Sagter Ems entsteht durch den Zusammenfluss von Marka und Ohe in Neuscharrel. Die Stelle des Zusammenflusses befindet sich kurz vor dem südlichen Ufer des Küstenkanals, welchen die Sagter Ems unterquert.
Danach durchquert die Sagter Ems das Saterland von Süden nach Norden und fließt dabei durch die Ortschaften Sedelsberg, Scharrel, Ramsloh, Strücklingen und Bokelesch. Bei der Bauerschaft Roggenberg mündet der Elisabethfehnkanal in die Sagter Ems ein. Von hier an bis zum Zusammentreffen mit dem Dreyschloot an der Grenze zu Ostfriesland ist die Sagter Ems auf 0,56 km eine Bundeswasserstraße, für die das Wasserstraßen- und Schifffahrtsamt Ems-Nordsee zuständig ist. Der Dreyschloot, der von 1848 bis 1852 künstlich erbaut wurde, ist eine Verbindung zum Barßeler Tief und zur Jümme. In Ostfriesland heißt die Sagter Ems Leda.
Die Leda bildet zusammen mit der Jümme das landschaftlich reizvolle Leda-Jümme-Gebiet. Bei Wiltshausen mündet die Jümme in die Leda und wenig später fließt die Leda bei Leer (Ostfriesland) in die Ems.
Aufgrund der indirekten Verbindung über Leda und Ems zur Nordsee lassen sich in der Sagter Ems noch erhebliche Gezeitenunterschiede feststellen.

## Historische Bedeutung
Die Geschichte des Sa(g)terlandes ist eng mit der Sagter Ems verbunden. Bis ins 19. Jahrhundert hinein war das von Mooren umgebene Saterland nur per Boot über die Sagter Ems zu erreichen. Sie war somit der einzige Verkehrsweg, um Waren und Personen zwischen dem Saterland und dem Umfeld zu transportieren. Daher herrschte damals ein reger Schiffsverkehr auf dem Fluss und in Orten wie Strücklingen wurden einige Werften betrieben. Auch war die Sagter Ems im Mittelalter ein Handelsweg zwischen der Nordseeküste und Westfalen, so sicherte sich 1457 Groningen im Vertrag mit den Häuptlingen von Greetsiel und Esens den ungehinderten Handelsverkehr nach Westfalen und Friesoythe.

## Heutige Nutzung
Die Sagter Ems ist heute ein beliebter Fluss bei Wassersportlern und Anglern. Ab Ramsloh ist die Sagter Ems flussabwärts für Sportboote zu befahren. Die Breite liegt auf dieser Strecke zwischen 16 und 20 Metern. In Strücklingen und Bokelesch gibt es Wassersportvereine, die eigene Bootshäfen betreiben. Des Weiteren gibt es in Strücklingen eine Paddel- und Pedalstation, von der aus Kanu- und Kajaktouren auf den Flüssen des südlichen Ostfrieslands unternommen werden können. Die Station liegt direkt an der Deutschen Fehnroute, so dass ein direkter Umstieg vom Fahrrad aufs Boot für Touristen möglich ist. Per Kanu ist auch eine Fahrt von Strücklingen flussaufwärts bis zum Küstenkanal möglich.
Auch die Sportfischerei wird an der Sagter Ems aktiv betrieben. Neben den typischen heimischen Fischen wie Aalen, Brassen, Barschen, Schleien und Weißfischen gibt es seit einigen Jahren auch wieder Lachse und Forellen in der Sagter Ems, welche von den örtlichen Fischereivereinen ausgesetzt wurden.